# حد یک-طرفه
حد راست

در یک تابع f اگر متغیر x (در دامنهٔ f) با مقدارهای بزرگتر از عددی مانند a به a نزدیک شود و مقدارهای f(x) به عددی مانند L نزدیک شوند، گوییم تابع f در نقطهٔ a حد راست دارد و مقدار این حد L است و این مطلب را به صورت زیر نشان می‌دهیم:
حد چپ

در یک تابع f اگر متغیر x (در دامنهٔ f) با مقدارهای کوچکتر از عددی مانند a به a نزدیک شود و مقدارهای f(x) به عددی مانند K نزدیک شوند، گوییم تابع f در نقطهٔ a حد چپ دارد و مقدار این حد K است و این مطلب را به صورت زیر نشان می‌دهیم:

## جستار های مرتبط
- حد زبرین
- حد (ریاضی)